# Valeggio sul Mincio

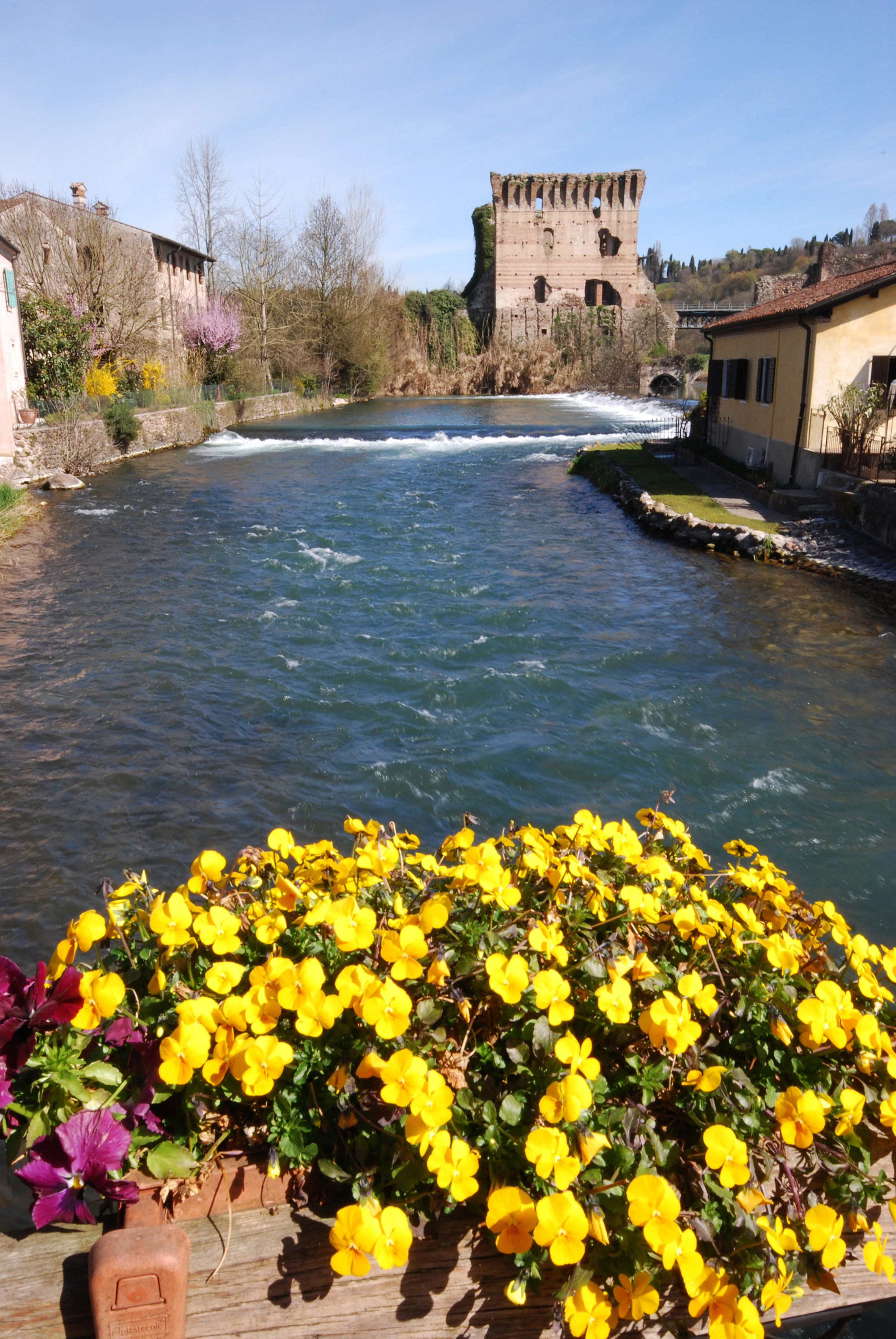
Borghetto am Fluss Mincio unterhalb der Visconti-Brücke

Valeggio sul Mincio ist eine italienische Gemeinde (comune) mit 16.050 Einwohnern (Stand 31. Dezember 2023) in der Provinz Verona, Region Venetien.

## Geografie
Valeggio liegt etwa 25 km südwestlich von Verona etwas erhöht am östlichen Ufer des Flusses Mincio.
Stadtteile sind Borghetto, Fontanello, Foroni, Salionze, Santa Lucia ai Monti und Vanoni e Remelli.
Nachbargemeinden sind Castelnuovo del Garda, Marmirolo (MN), Monzambano (MN), Mozzecane, Peschiera del Garda, Ponti sul Mincio (MN), Roverbella (MN), Sommacampagna, Sona, Villafranca di Verona und Gonzaga (MN).

## Geschichte
Erste Siedlungen entstanden zwischen dem 4. Jahrhundert v. Chr. und dem 1. Jahrhundert  n. Chr. Vom Ende des 10. bis Anfang des 11. Jahrhunderts gehörte das Gebiet zum Heiligen Römischen Reich. 1405 wurde Valeggio Teil der Republik Venedig. Am 30. Mai 1796 errang Napoleon Bonaparte hier einen Sieg über österreichische Truppen. Nach dem Ende der Republik Venedig fiel Valeggio im Frieden von Campo Formio 1797 an Österreich. Am 8. Februar 1814 fand bei der Stadt eine militärische Auseinandersetzung Eugène de Beauharnais’ gegen die Österreicher unter Bellegarde statt. Im italienischen Unabhängigkeitskrieg von 1848 gewannen piemontesische Truppen bei Valeggio ein Gefecht gegen die Österreicher. 1866 kam Valeggio als Ergebnis des Deutschen Kriegs zum Königreich Italien.

## Kultur und Sehenswürdigkeiten
Bekannt ist die Gemeinde durch ihren Landschaftspark Parco Giardino Sigurtà, der sich an ein großes, herrschaftliches Anwesen angliedert. Der Park hat eine Fläche von 600.000 m², besteht seit 1617 und wurde 1978 der Öffentlichkeit zugänglich gemacht.

### Borghetto
Borghetto ist ein Stadtteil von Valeggio. Übersetzt heißt Borghetto so viel wie: „kleines Dorf“. Es liegt zu beiden Seiten des Flusses Mincio unterhalb der Visconti-Brücke. Früher war Borghetto ein Fischerdörfchen. Es hat sich zu einem beliebten Touristenort entwickelt. Dadurch gibt es verschiedenen Restaurants und Bars. Bemerkenswert sind die Wassermühlen, die zum Teil noch in Betrieb sind. Die beiden Ortsteile am Fluss werden durch eine Holzbrücke verbunden. Im Ostteil steht eine dem Evangelisten Markus geweihte Kirche aus dem 18. Jahrhundert. Sie wurde auf den Überresten einer älteren romanischen Kirche aus dem 11. Jahrhundert errichtet. 
Borghetto ist Mitglied der Vereinigung I borghi più belli d’Italia (Die schönsten Orte Italiens).
Der Film Sehnsucht von Luchino Visconti wurde teilweise im Borghetto gedreht und spielt im Jahre 1866 zur Zeit des Risorgimentos, dem italienischen Bürgerkrieg.

### Visconti-Brücke
Erbaut wurde das Bauwerk 1393–1395 und ist eigentlich ein mittelalterlicher Staudamm. Er wurde damals von den Visconti errichtet. Das im Volksmund Lange Brücke genannte Bauwerk ist etwa 650 m lang und 21 m breit.
Jährlich am dritten Dienstag im Juni findet auf der Brücke das große „Tortellini-Fest von Valeggio“ statt. Unter dem Namen Fest der Liebesknoten (italienisch Festa del Nodo d’Amore) werden auf der Brücke 2500–3000 Gäste an langen Tischen bewirtet. Das Fest endet mit einem Feuerwerk von der Scaligerburg.

### Weitere Sehenswürdigkeiten
- Scaligerburg (13. Jahrhundert)

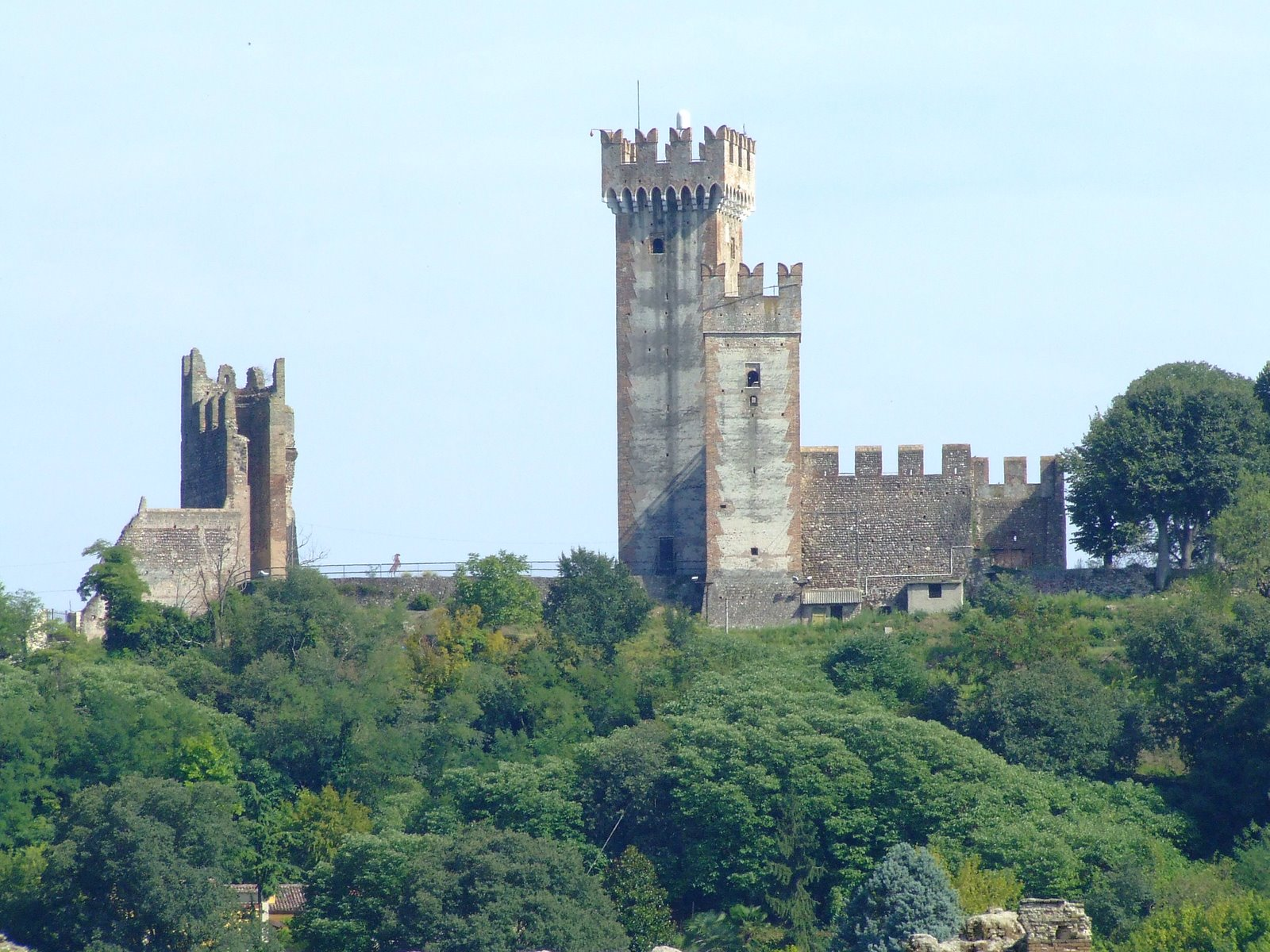
Burg der Scaliger

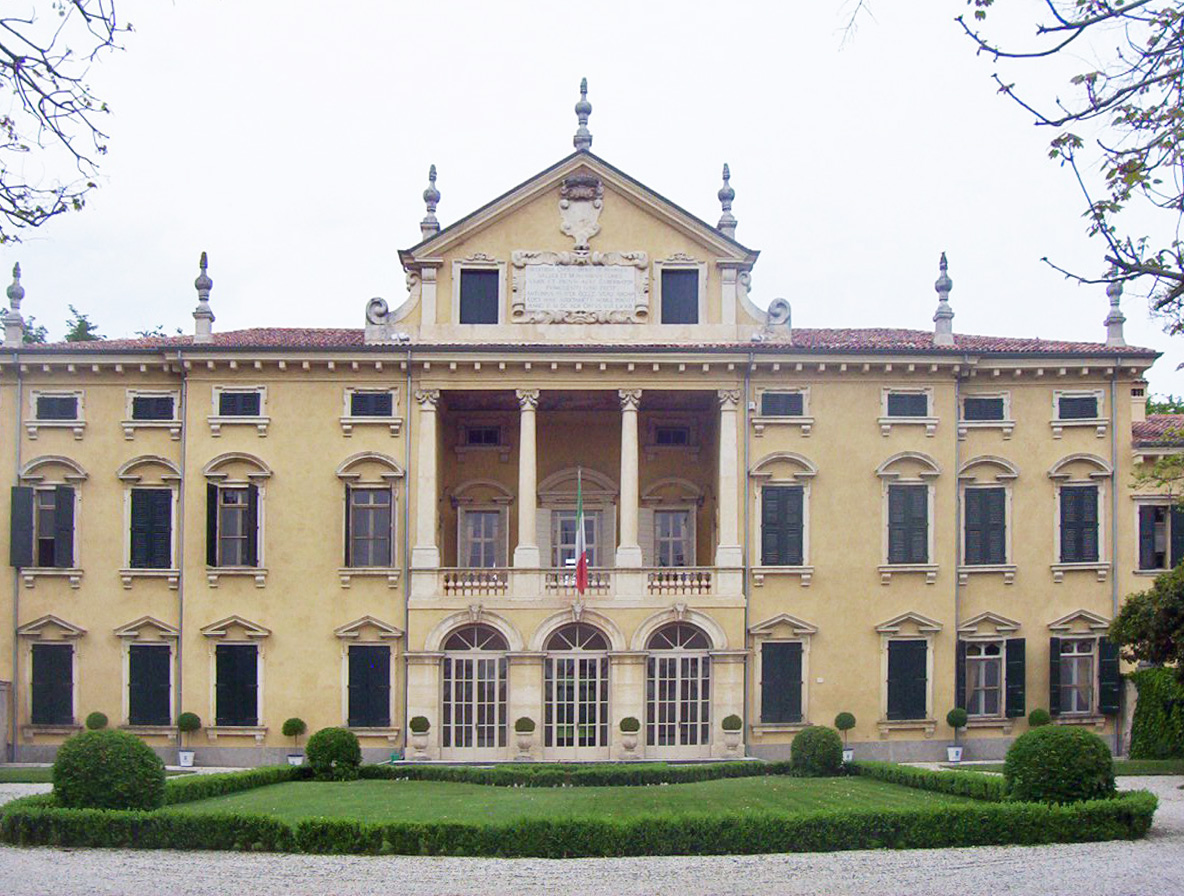
Villa Maffei (Sigurtà)

- venezianische Villa Maffei (heute Villa Sigurtà), im neoklassizistischen Stil, erbaut 1690–1693
- Pfarrkirche San Pietro in Cattedra (10. Jahrhundert)
- Neben der Pfarrkirche die Überreste des 1977 eingestürzten Glockenturmes aus dem 14. Jahrhundert

## Wirtschaft
Die Wirtschaft des Ortes basiert hauptsächlich auf Landwirtschaft. Daneben bestehen Handwerk und Industrie. Regionale Produkte sind Tortellini und Weißwein. 
In der Zeit nach dem Zweiten Weltkrieg hat sich der Tourismus mit einer großen Anzahl von Restaurants verstärkt.

## Einwohnerentwicklung
| Jahr | Einwohner |
| ---- | --------- |
| 1871 | 05.477    |
| 1901 | 05.809    |
| 1921 | 06.794    |
| 1951 | 08.159    |
| 1971 | 08.524    |
| 2001 | 10.941    |
| 2014 | 14.712    |

## Persönlichkeiten
- Giovanni Beltrame (1824–1906), Sprachforscher und Afrikareisender
- Enrico Berti (1935–2022), Philosoph und Philosophiehistoriker
- Spagna (* 1956), Popsängerin

## Bilder aus Valeggio

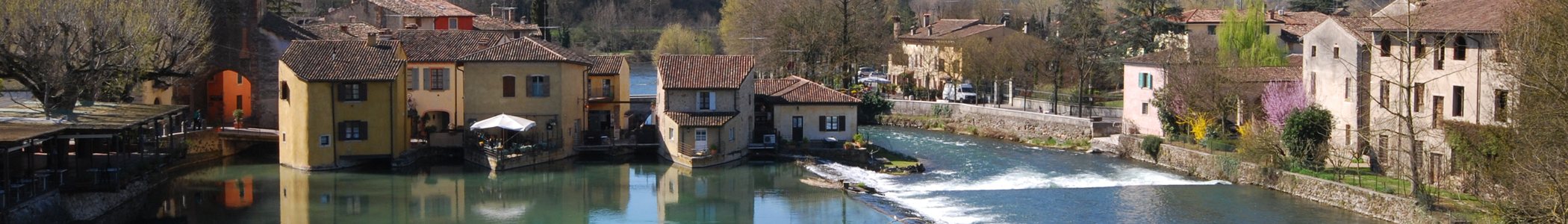
Borghetto, Häuser mit darunterführenden Mühlgängen

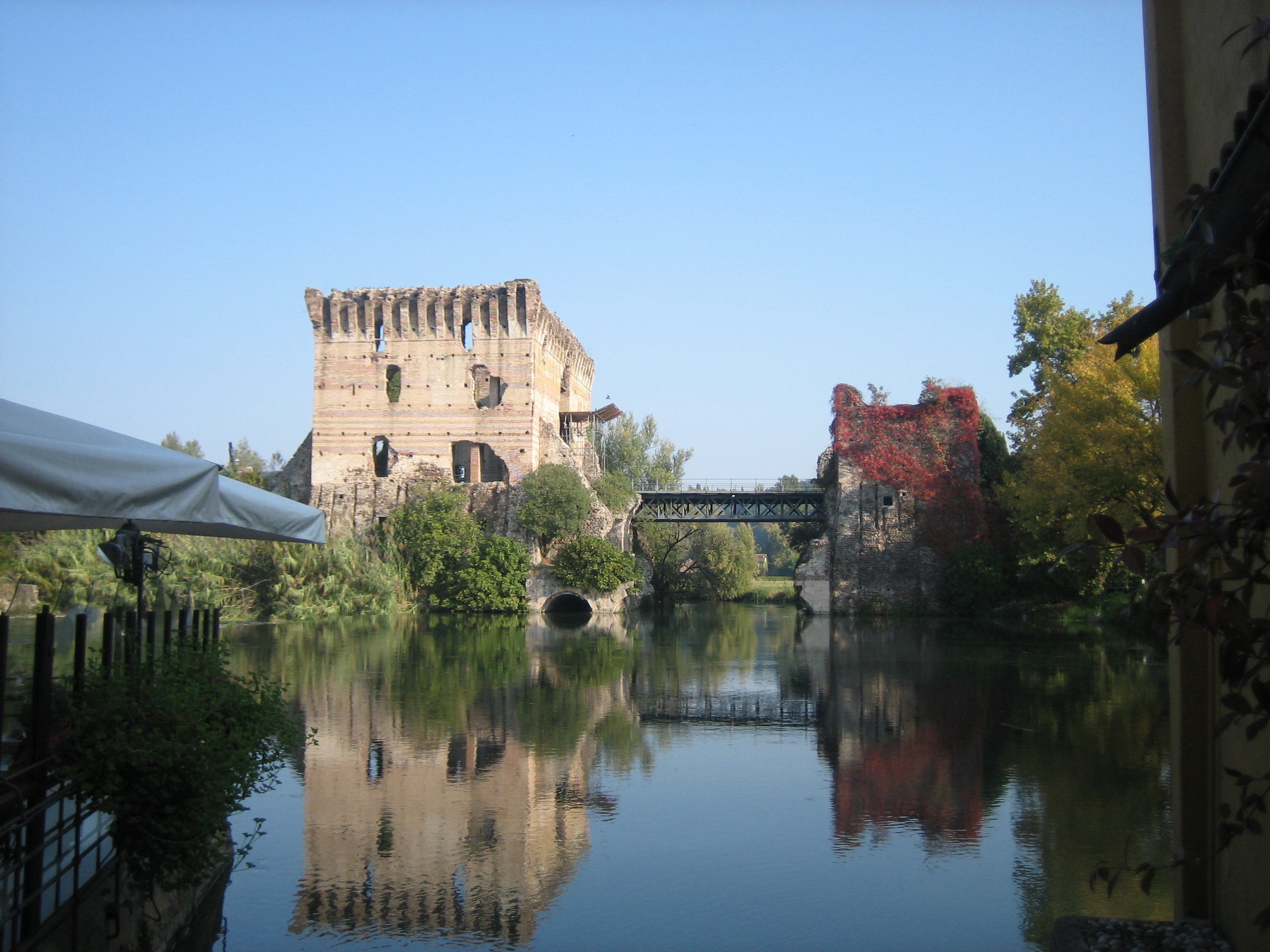
Visconti-Brücke, Mittelteil
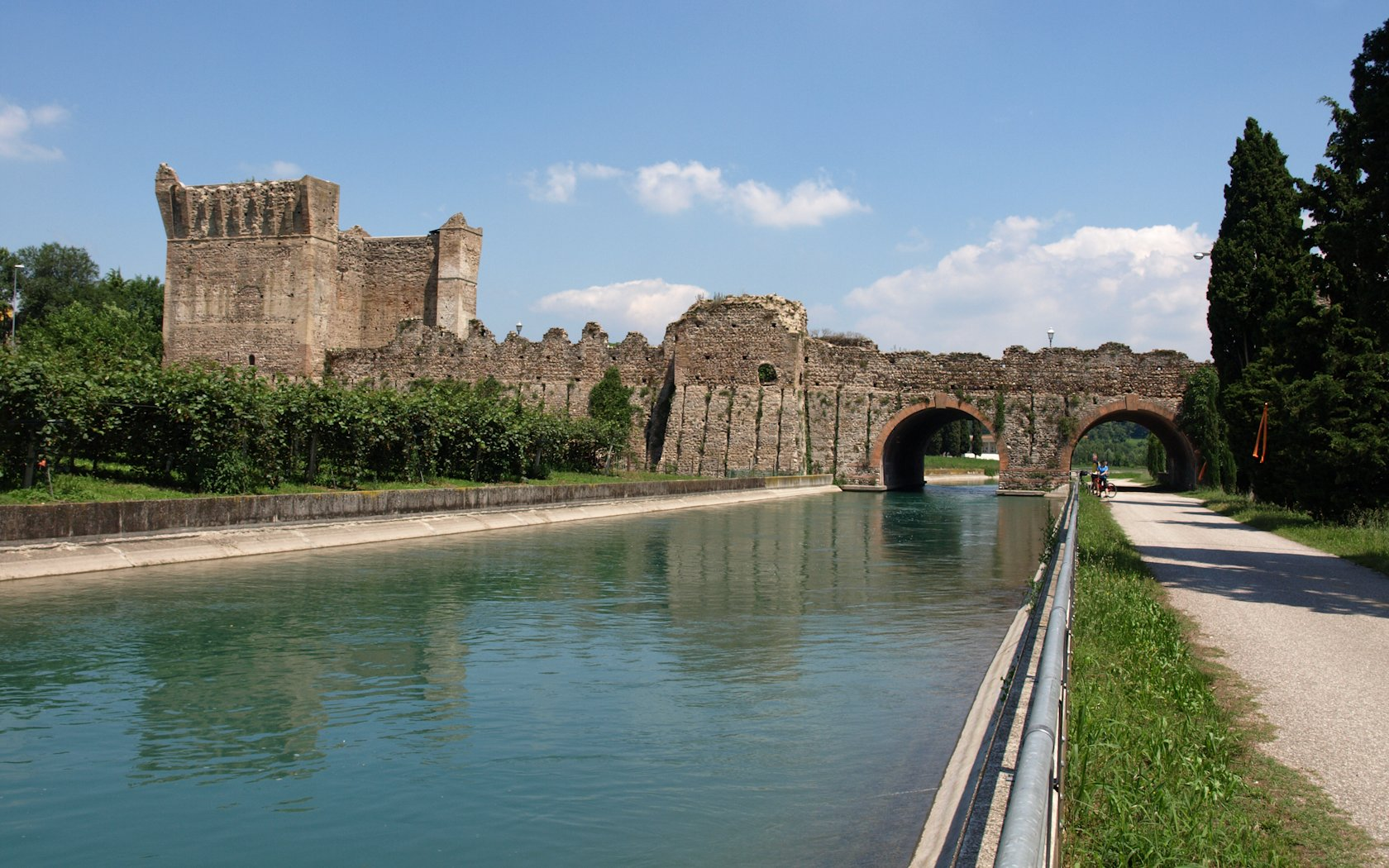
Visconti-Brücke, Mittelteil
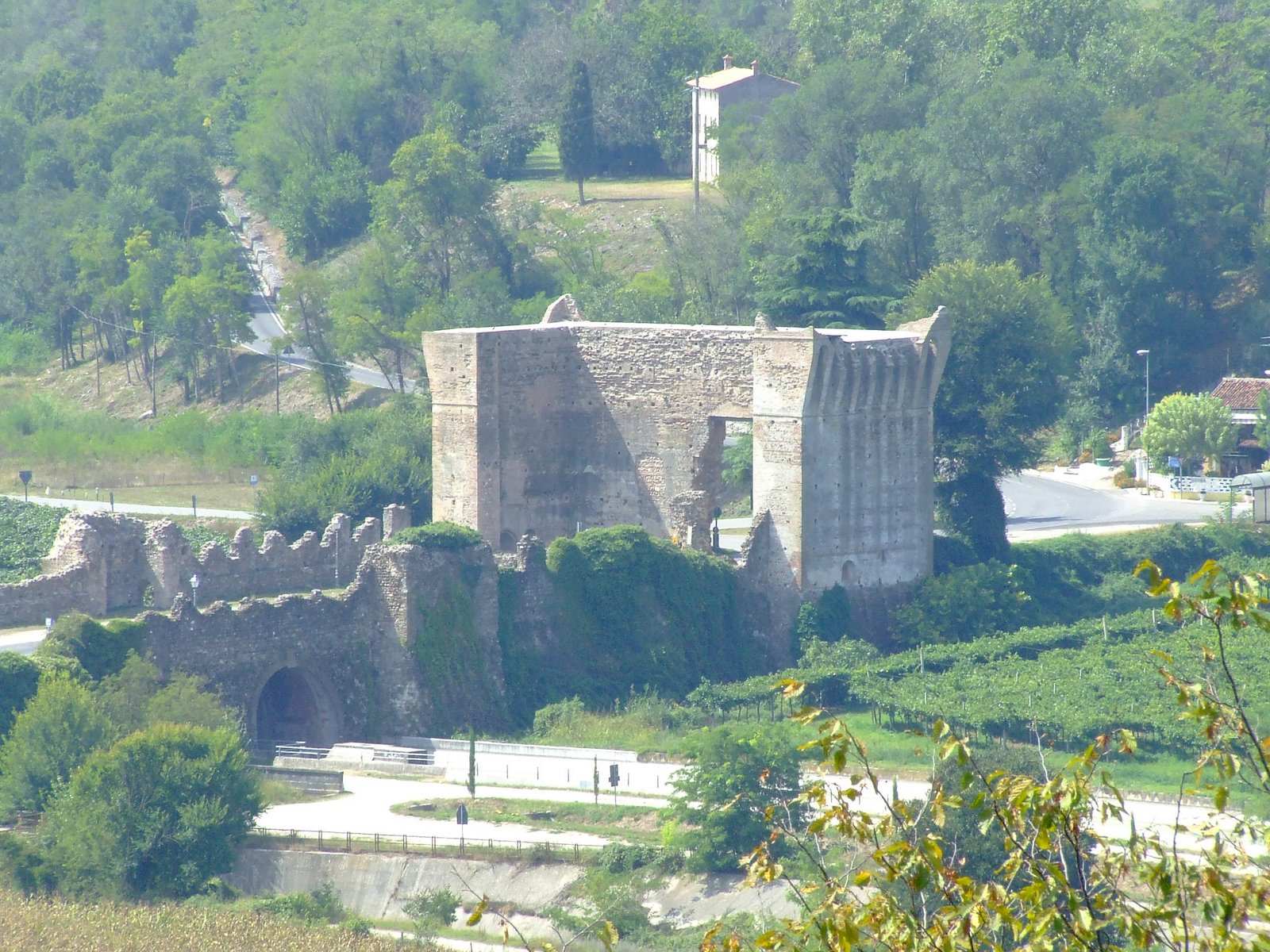
Visconti-Brücke, östlicher Brückenkopf
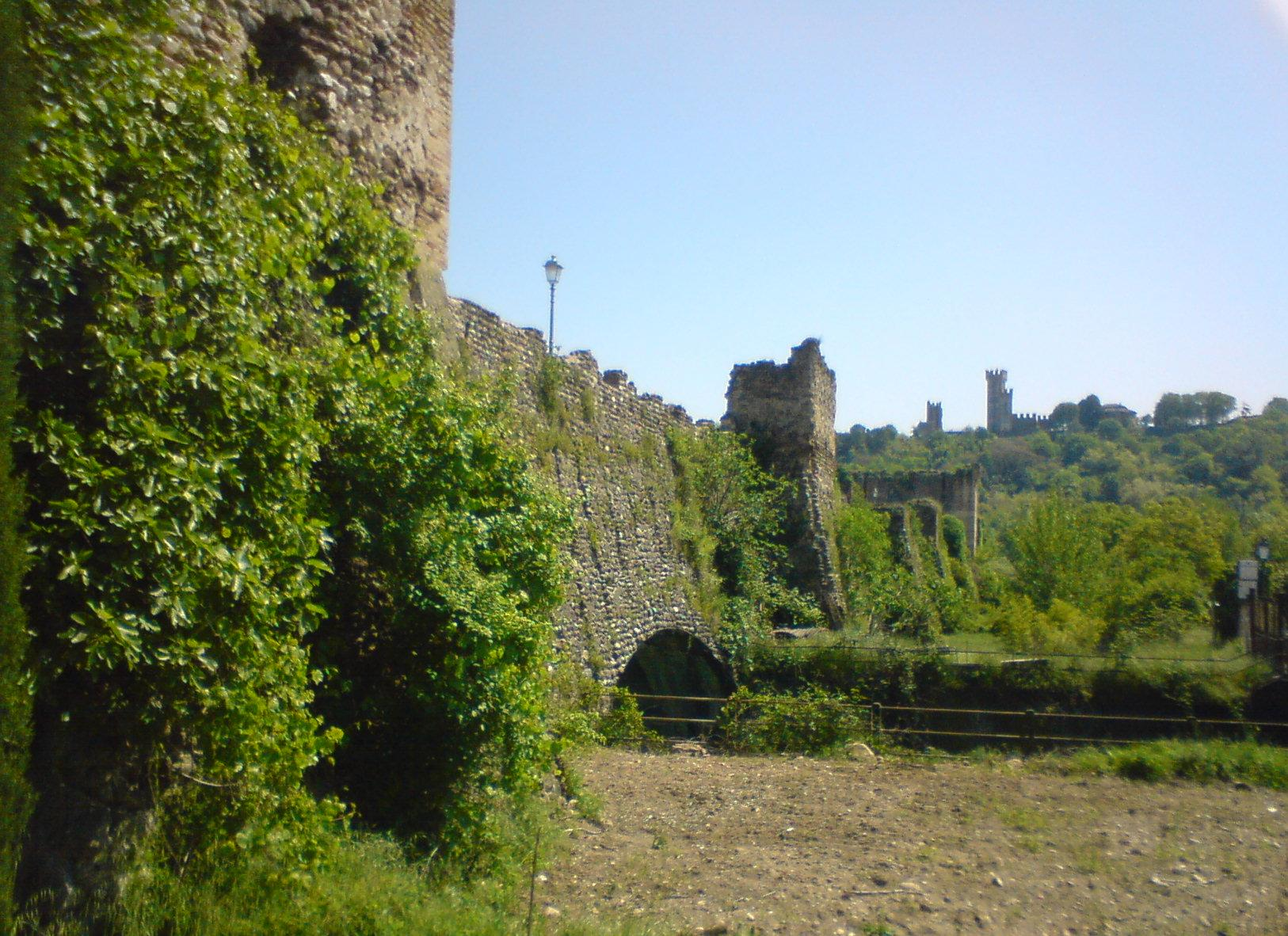
Visconti-Brücke, Blick nach Osten, im Hintergrund die Scaliger-Burg
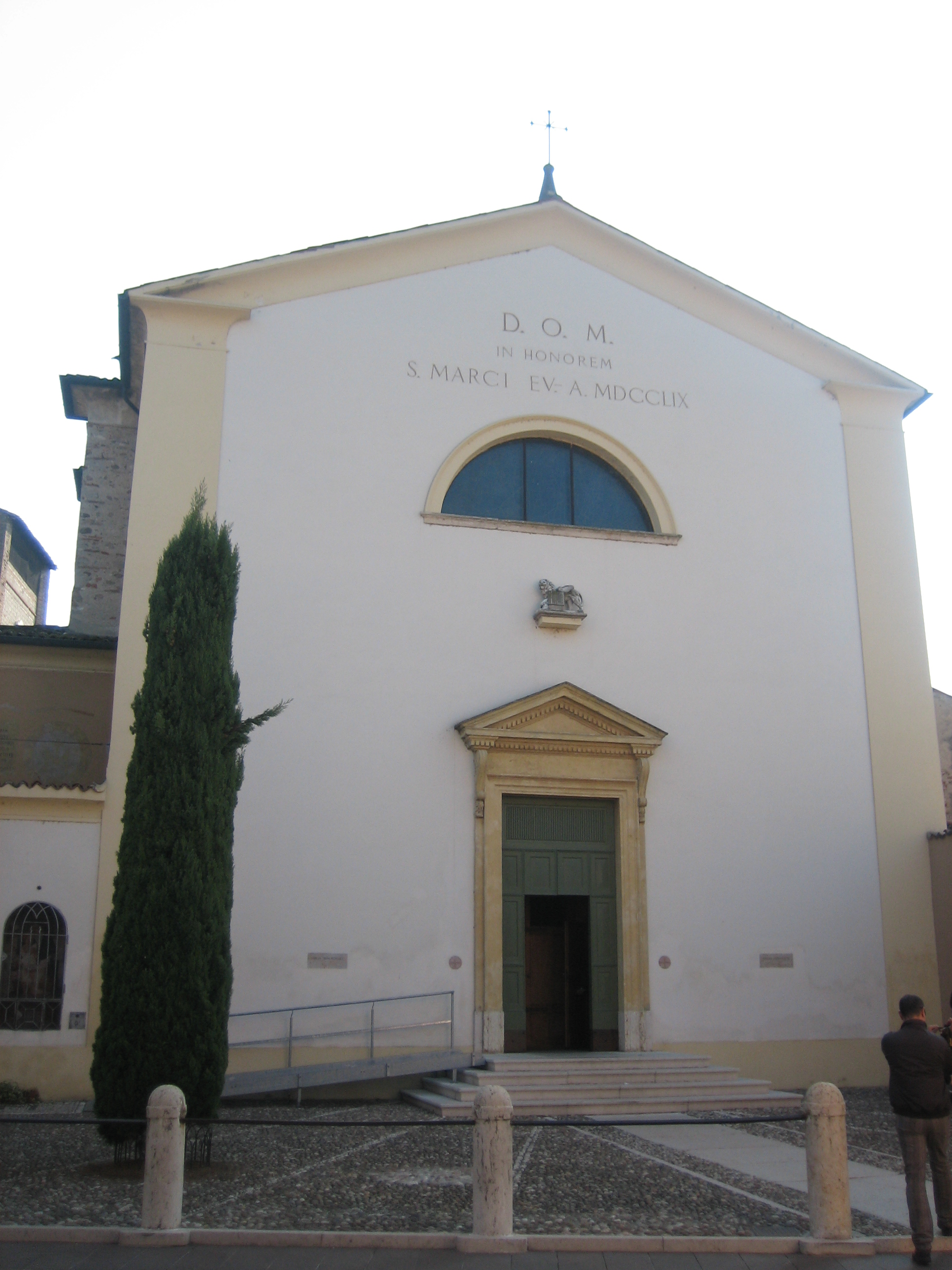
Borghetto
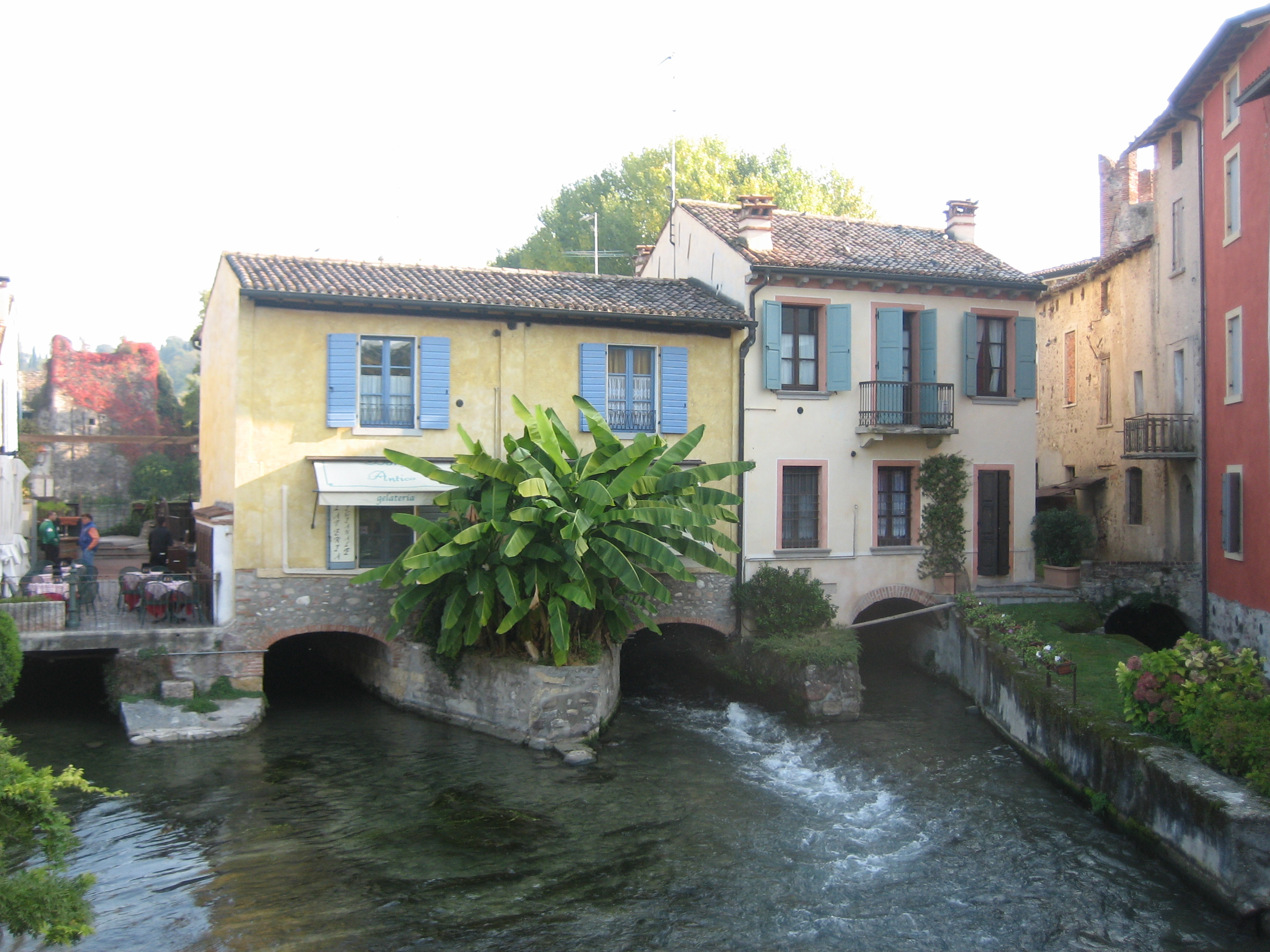
Borghetto, Häuser mit darunterführenden Mühlgängen (Abfluss)
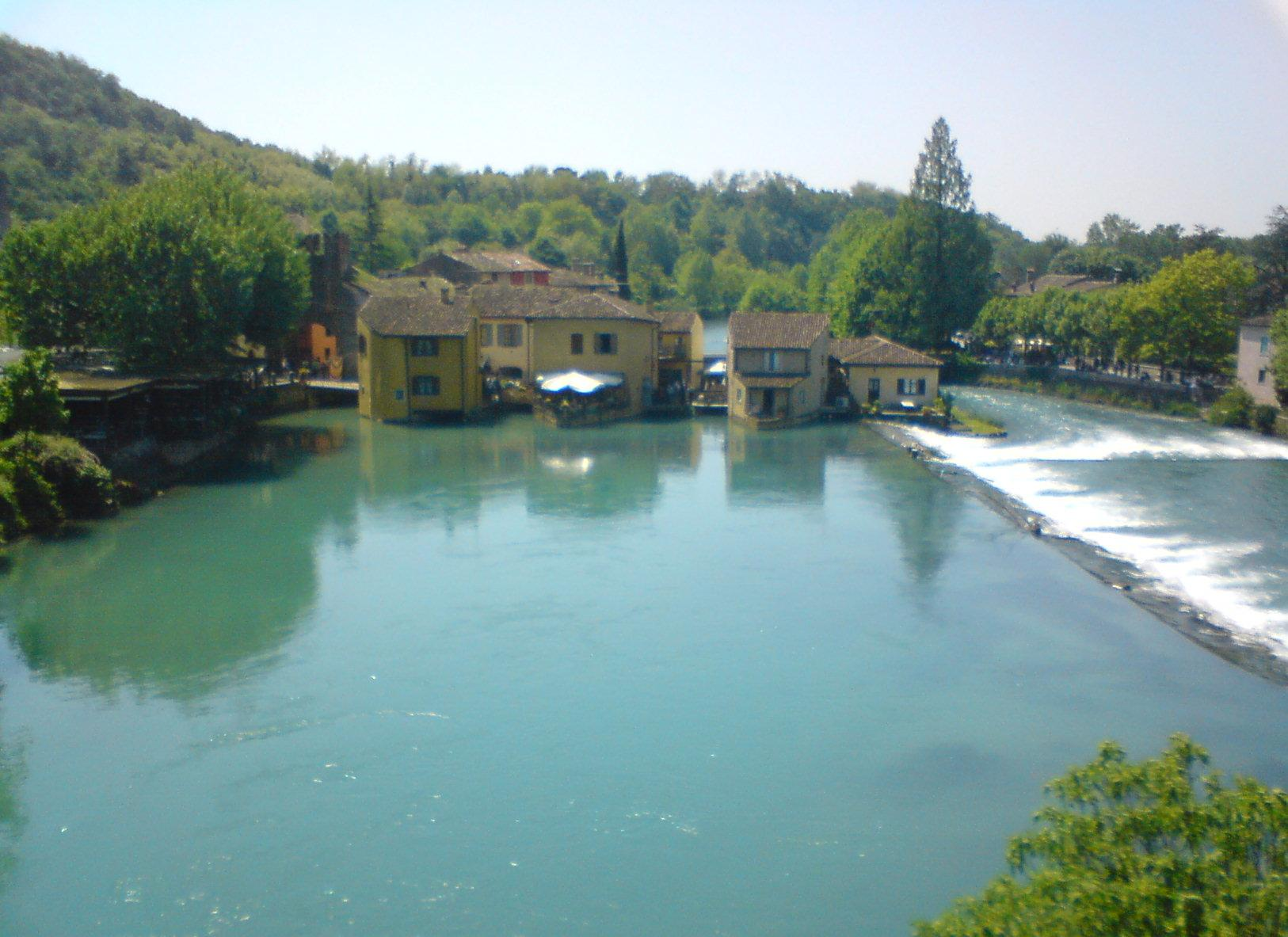
Borghetto, Häuser mit darunterführenden Mühlgängen (Zufluss)

## Städtepartnerschaften
- Ichenhausen in Deutschland
- St. Johann in Tirol in Österreich